# Palo tallado
Un palo tallado (o palo de cómputo) es un antiguo instrumento mnemotécnico utilizado para el registro de documentos numéricos, cantidades o incluso mensajes. Los primeros palos de conteo que se registran datan del Paleolítico superior, eran huesos de animales con muescas talladas (un ejemplo notable es el hueso de Ishango). Existen referencias históricas sobre el uso de estas herramientas de conteo, Plinio el Viejo (23-79) habla sobre el mejor tipo de madera para tallar, también Marco Polo (1254-1324) menciona el uso de palos de conteo en China.

## Tipos de palos tallados

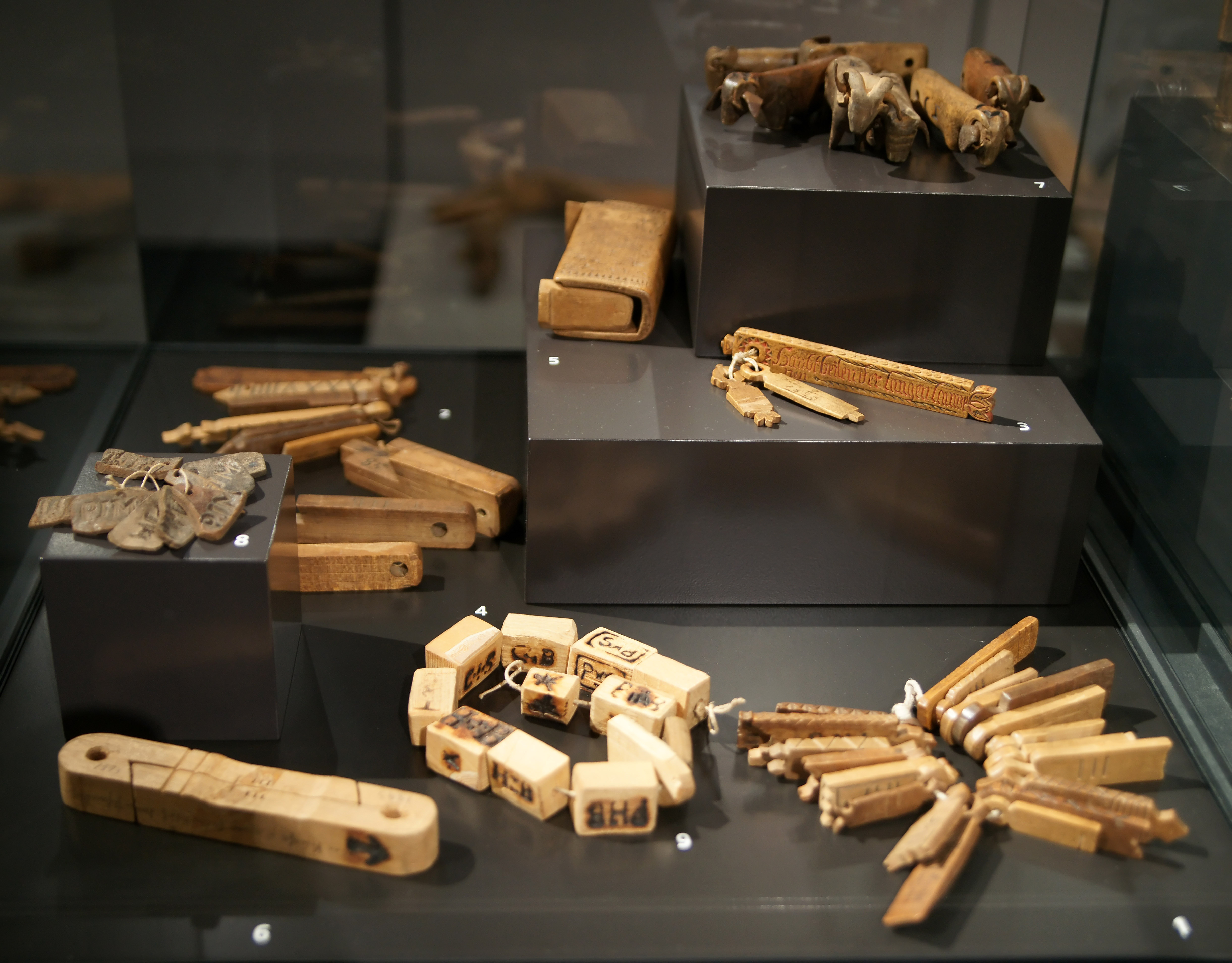
Tallado simple y dividido de los Alpes suizos, hasta temprano siglo XX (Museo Alpino de Suiza).

Existen principalmente dos tipos de palos tallados: el palo tallado simple y el palo tallado dividido.

### Palo tallado simple
El palo tallado simple consiste en una pieza larga de hueso, marfil, madera o piedra, que se marcaba con un sistema de muescas. Este palo tallado se empleaba predominantemente con propósitos mnemotécnicos. Otras técnicas similares o relacionadas fueron por ejemplo los palos mensajeros, utilizados por las tribus inuit, o las cuerdas con nudos (quipus), utilizadas por los incas. Heródoto (c. 485-425 a. C.) reporta el uso de cuerdas con nudos por Darío I (c. 521-486 a. C.).

#### Palos tallados del paleolítico
- El hueso de Ishango es una herramienta de hueso, que data de la era del Paleolítico superior, datado entre 18 000 y 20 000 a. C. Es un trozo de hueso largo y marrón (el peroné de un papio) con una serie de marcas escarbadas en tres columnas a lo largo.[1]
- El hueso de Lebombo es un peroné de babuino con 29 muescas distintas, descubierto en el Border Cave en la Cordillera Lebombo en Suazilandia. La cantidad de muescas sugiere que el hueso posiblemente fuera utilizado para marcar los días de un mes lunar o menstrual. Ha sido datado en cerca de 35 000 años, en el reporte de la excavación de (1973).[2][3]
- El llamado hueso de Lobo es un artefacto prehistórico descubierto en 1937 en Checoslovaquia durante las excavaciones del Dolní Věstonice, Moravia, dirigidas por Karl Absolon. Datados del Auriñaciense, aproximadamente hace 30 000 años, el hueso tiene 55 marcas de conteo. La cabeza de una Venus paleolítica en marfil fue excavada cerca del hueso.[4]

### Palo tallado dividido
Dividir el palo de cuentas fue una técnica común en la Europa medieval, constantemente escasa de dinero y predominantemente iletrada, en lo que se refiere a registrar intercambios y deudas. Un palo era tallado (las varas Hazelwood era lo más común) con un sistema de muescas y luego se dividía a lo largo. De este modo ambas mitades del palo registraban las mismas muescas y ambos participantes de la transacción recibían una mitad del palo marcado como prueba. Más tarde esta técnica se refinó de varias maneras y se convirtió virtualmente en sello de prueba. Uno de estos refinamientos consistía en hacer las dos secciones del palo de dos longitudes diferentes, la parte más larga era llamada stock y era dada al que había prestado dinero (u otros bienes) al receptor. La parte menor era llamada foil y era dada a quien había recibido los fondos o mercancías. Con el uso de esta técnica cada una de los interesados mantenía un registro identificable de la transacción. Las irregularidades naturales en la superficie de los palos tallados, por donde habían sido divididos, hacía que solo las dos partes originales pudieran volver a unirse perfectamente, y así verificar que representaban mitades de la misma transacción. Si una de las partes interesadas trataba de cambiar el valor de su mitad del palo tallado añadiéndole más muescas, estas muescas no estarían en la otra mitad del palo tallado y se revelaría como un intento de falsificación. El palo tallado era aceptado como prueba legal en las cortes de la Edad Media; el Código Civil de Francia (1804) aún hace referencia al palo tallado en el artículo 1333. A lo largo del Danubio y en Suiza los palos tallados fueron utilizados hasta el siglo XX en economías rurales.

## Uso del palo tallado dividido en Inglaterra
Hay amplios registros del uso prominente del palo de conteo en la Inglaterra medieval, como instrumento del fisco (véase Échiquier) para la recolecta de impuestos por los gobernadores locales (impuestos campesinos). El palo dividido del fisco fue de uso corriente hasta 1826. En 1834, se ordenó quemar los palos tallados en una hoguera en el Palacio de Westminster, pero el fuego se salió de control incendiando el edificio.
El sistema de marcas talladas del fisco (Exchequer) se describe en Dialogus de Scaccario.(véase enlaces externos)
Los palos tallados reales (deuda de la Corona) también jugaron un papel infame en la formación del Banco de Inglaterra hacia el final del siglo XVII, cuando estos palos reales, cambiados a un fuerte descuento de hasta el 60 %, se injertaron en el stock del banco.
Los palos tallados aparecen en el diseño de las puertas de entrada de los Archivos Nacionales en Kew.

## Lectura suplementaria
- Jenkinson, (Sir) Hilary (1914). «An original Exchequer Account of 1304 with private Tallies attached». Proceedings of the Society of Antiquaries of London, 2nd ser. 26: 36-41.
- Jenkinson, (Sir) Hilary (1911). «Exchequer Tallies». Archaeologia 62: 367-380.
- Jenkinson, (Sir) Hilary. «A note supplementary». Proceedings of the Society of Antiquaries of London, 2nd ser. 25. Archivado desde el original el 28 de junio de 2011.